# Теснівка (Звягельський район)
Те́снівка — село в Україні, у Брониківській сільській територіальній громаді Звягельського району Житомирської області. Населення становить 394 осіб (2001).

## Історія

Теснівка на мапі Шуберта Ф. Ф., 1875 р.

У 1906 році — слобода Романовецької волості Новоград-Волинського повіту Волинської губернії. Відстань від повітового міста 25 верст, від волості 15. Дворів 72. мешканців 759.
Під час Голодомору у 1932—1933 роках загинула 61 особа. Мартиролог укладений на підставі довідки Несоловської сільради.
За період 1920—1940 років органами НКВС заарештовано та позбавлено волі на різні терміни 36 мешканця села, з яких 24 чол. розстріляно. Нині всі постраждалі від тоталітарного режиму реабілітовані.
У 1923—74 роках — адміністративний центр колишньої Теснівської сільської ради Новоград-Волинського району.

## Відомі люди
- Остапчук Ярослав Олександрович (1980—2014) — старший солдат ЗСУ, учасник російсько-української війни.